# リオドン
リオドン（学名: Liodon）は、後期白亜紀のモササウルス科の属。疑問名。本属に言及された化石はアフリカ、アジア、ヨーロッパ、南北アメリカ、そしてニュージーランドから産出している。疑問名かつ系統関係が不明ではあるが、リオドンは歴史的にモササウルス科の体系へ重要な存在であり、モササウルス科の基準となった属の1つである。

## 記載
Gaudey (1892) は L. compressidens と L. mosasauroides の記載に際して以下の明瞭な特徴を列挙した。
- 前上顎骨の歯の前方に小さな吻部が存在する。
- 上顎骨に13本から14本の歯が並ぶ。
- 歯骨に14本から16本の歯が並ぶ。
- 歯骨の第1歯の後方に小さな歯骨の突起が存在する。
- 下顎の歯が後方へ圧縮されて二重に突出し、滑らかなエナメル質に表面を覆われている。

リオドンのタイプ種 L. anceps は2本の歯を含む顎の断片1つだけに基づいている。この歯は対称性を保って二重に突出し、表面は属名が示す通りに滑らかであった。タイプ標本のほかに L. anceps に割り当てられた標本はほとんどないが、歯の類似性に基づき、本種をハイノサウルスの同属とする研究者も数多くいる。フランスから産出し ガウディが1892年に記載したリオドンの2種 L. compressidens（カンパニアン）と L. mosasauroides （マーストリヒチアン）は L. anceps よりも遥かに理解が進んでおり、明らかにモササウルス亜科のモササウルス科爬虫類である。L. sectorius はニュージャージー州の Navesink 累層から主に歯を含む断片化石が産出しており、L. compressidens と L. mosasauroides の中間種である。

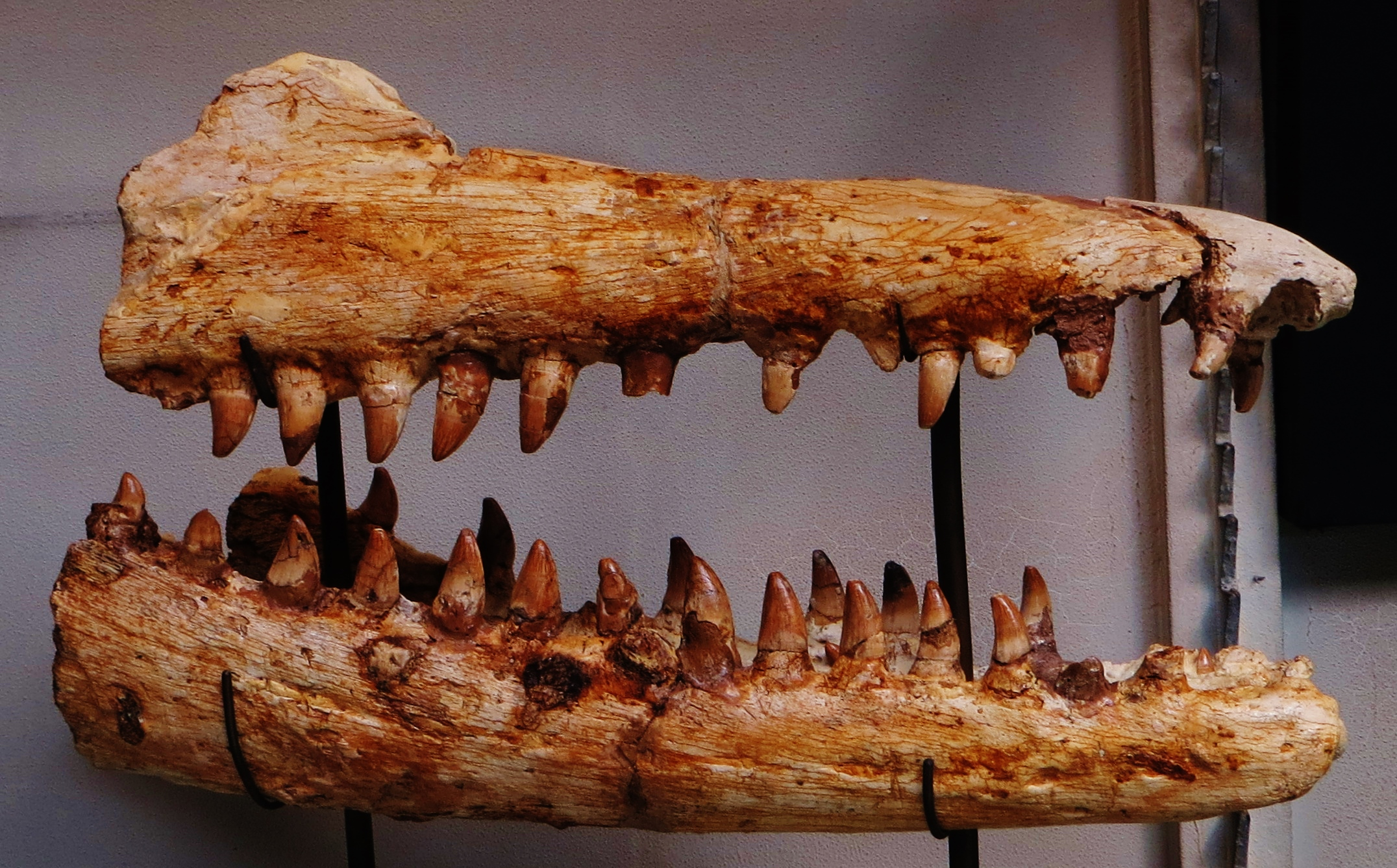
Liodon compressidens とされる顎
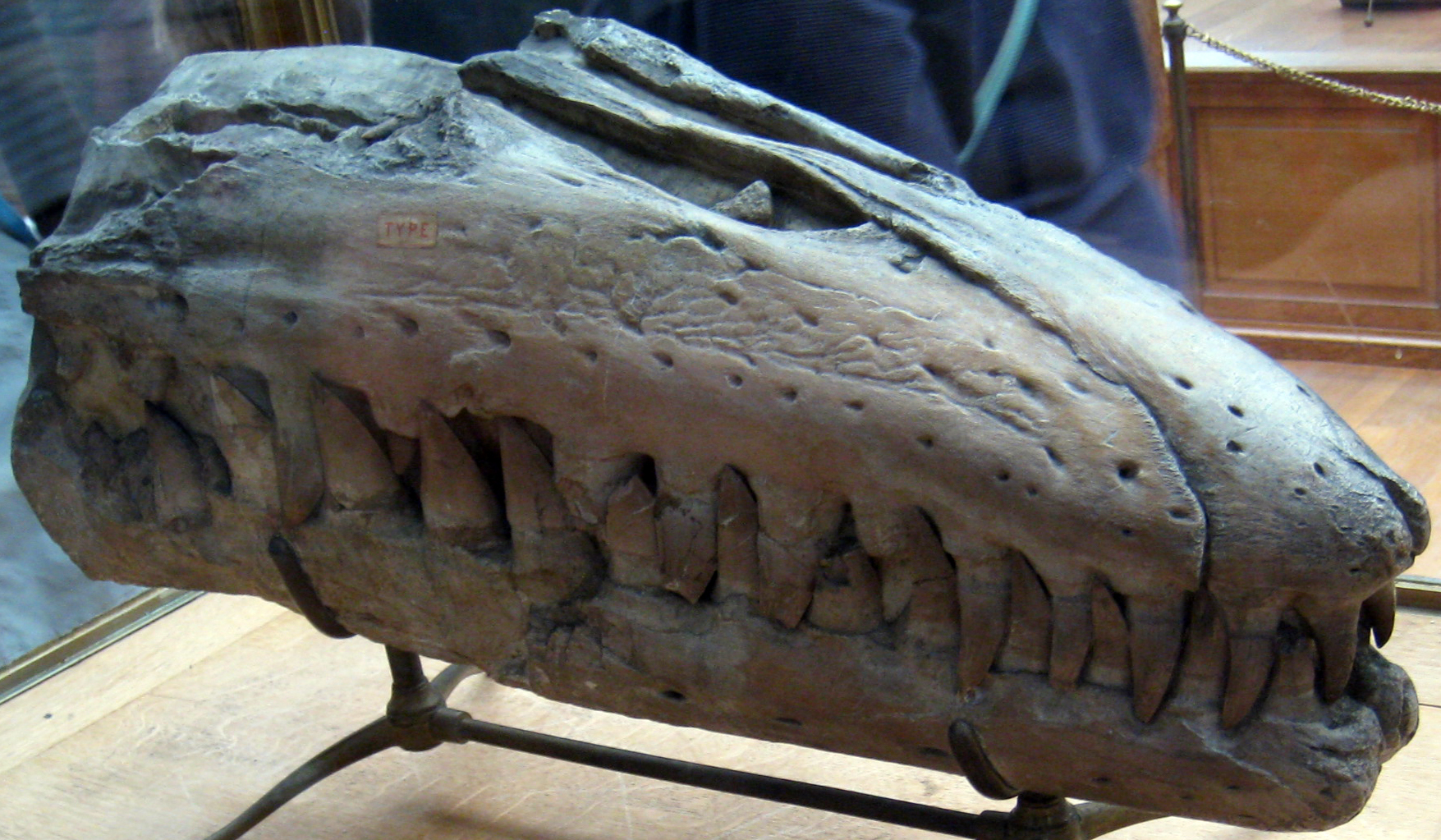
Liodon mosasauroides の顎断片。パリの国立自然史博物館所蔵

## 分類
Liodon anceps はリチャード・オーウェンが1841年に元々 "Leiodon anceps" として命名し、2本の歯の断片および対応する顎の骨のごく一部だけに基づいて記載された。彼はこの歯を当時の爬虫類のうちモササウルスに最も類似するとした。1846年にルイ・アガシーは本属の属名が魚類の Leiodon cutcutia に占有されていると主張し、属名を Liodon へ変更した。
リオドンは1853年にモササウルス科が確立されたときに最初にこの科に分類された属であった。同時期に分類されていた属にはモササウルス、オンコサウルス（後にエイ上目の魚類と判明）、オプロサウルス（竜脚類の恐竜）、マクロサウルス（ゴミ箱分類となった歴史的なモササウルス科）、ゲオサウルス（タラットスクス亜目のワニ形上目）がいる。
Russell (1967)ではリオドンはモササウルス亜科を代表し、さらにクリダステスやモササウルス、アンフェケプビス（疑問名）、コンプレシデンス（後にカリノデンスに改名）と共にモササウルス族の属と考えられた。
19世紀後半から飛んで、Lingham-Soliar が1993年に新たに3種 L. sectorius と L. compressidens および L. mosasauroides を記載し、リオドン属に適切な診断が可能であることを示した。しかし Schulp et al. (2008)で、Liodon anceps のタイプ標本 BMNH 41639 が本属を特徴づける歯を失っており、本属が疑問名と考えられることが指摘された。プログナトドンの種として記載された P. kianda との類似性により、タイプ種を除くリオドン属の3種 L. sectorius と L. compressidens および L. mosasauroides がプログナトドン属へ再分類された。"P. kianda がプログナトドン属よりも基盤的なモササウルス亜科であり、独立した属である可能性が高いことが繰り返し指摘されており、先に挙げた3種の系統的位置は全く定かでない。